# Gobernación de la Patagonia
La Gobernación de la Patagonia, oficialmente Territorio Nacional de la Patagonia, era una región administrada por el gobierno federal de Argentina que existió desde el 11 de octubre de 1878 hasta el 16 de octubre de 1884. Incluía la totalidad de las provincias de La Pampa, Neuquén, Río Negro, Chubut, Santa Cruz y Tierra del Fuego, además de partes de las de San Luis y Mendoza.

## Antecedentes

### Dominio español
Tras el descubrimiento europeo de Argentina en los primeros años del siglo XVI, hubo intentos de establecer poblaciones estables en la Patagonia que no perduraron. En 1535 la expedición liderada por Simón de Alcazaba y Sotomayor funda un fuerte en el golfo de San Jorge denominado Fuerte Nueva León, el mismo nombre de la Gobernación de la que debía ser capital. Sin embargo, el Fuerte es abandonado ese mismo año debido a las inclemencias del clima y el terreno. 
Casi 50 años más tarde, el rey Felipe II de España aprobó el proyecto de establecer un fuerte en el estrecho de Magallanes con el propósito de asegurar el control y dominio de ese paso estratégico del Virreinato del Perú. Pedro Sarmiento de Gamboa funda el 11 de febrero de 1584 en Cabo Vírgenes la población Nombre de Jesús y posteriormente, el 25 de mayo de 1584, funda la Ciudad del Rey Don Felipe (más conocida como Puerto del Hambre), en el interior del estrecho de Magallanes. Sin embargo, ambos asentamientos son abandonados y varios de sus habitantes perecen de inanición.
Recién en el siglo XVIII, doscientos años después de los primeros intentos, logran afianzarse algunos fuertes españoles en la Patagonia. El 2 de octubre de 1766, el rey Carlos III dicta una real cédula por la cual crea la Gobernación de las islas Malvinas, como dependencia del gobernador de Buenos Aires. La gobernación es reducida al rango de Comandancia en 1774. La presencia europea en las Islas es estable por casi 45 años, hasta que son evacuadas el 13 de febrero de 1811 por orden de Gaspar de Vigodet, gobernador de Montevideo.
El 7 de enero de 1779 se funda el Fuerte San José, en la Península de Valdés. El 22 de abril del mismo año se funda el Fuerte del Carmen (actuales ciudades de Carmen de Patagones y Viedma) en las orillas del río Negro, a 30 km de su desembocadura el océano Atlántico.  
Al año siguiente, en 1780, se fundó Castillos de Todos los Santos y San Carlos, en Puerto Deseado y se estableció el asentamiento denominado Fuerte de Floridablanca, en la bahía San Julián. Sin embargo, ambas colonias fueron abandonadas por orden real el 23 de enero de 1784, manteniéndose únicamente los fuertes de San José y del Carmen. En 1785 se establece la Comandancia de Patagones, con supuesto dominio efectivo en toda la Patagonia y capital en el Fuerte del Carmen.

### Dominio tras la Revolución de Mayo
Pocos meses después de producirse la Revolución de mayo de 1810, donde las Provincias Unidas del Río de la Plata comienzan a emanciparse de España, el 7 de agosto el Fuerte de San José es arrasado por tehuelches. A fines de ese año la Primera Junta de Gobierno de Buenos Aires toma el control de Carmen de Patagones, pero en abril de 1812 los realistas reconquistan la población hasta el 13 de diciembre de 1814, fecha en que pasa a depender definitivamente de las Provincias Unidas del Río de la Plata.
En noviembre de 1820 la Argentina toma la posesión del Puerto Soledad, ubicado en las Islas Malvinas. En febrero de 1824 el capitán Pablo Areguatí es nombrado comandante de esa isla. El 10 de junio de 1829 se decreta la creación de la Comandancia Política y Militar de las Islas Malvinas y adyacentes desde donde terminaba la Comandancia de Patagones hasta el cabo de Hornos. El 3 de enero de 1833 tomó el control de las islas el Reino Unido de Gran Bretaña e Irlanda. A pesar de estar en relaciones de paz con Argentina, el Reino Unido, con dos buques de guerra desalojaron a la guarnición argentina de Puerto Soledad. Los 26 soldados y sus familias se marcharon dos días después, dejando atrás la población civil de la colonia, unas veinte personas. Desde entonces, las islas han estado bajo dominio británico, excepto durante el breve período de la Guerra de Malvinas en 1982.

### Avances en la frontera

Mapa de la disputa de la Patagonia Oriental, Tierra del Fuego y el estrecho de Magallanes entre Argentina y Chile (1842-1881).

En 1833 se produjo la Campaña de Rosas al Desierto, una expedición militar liderada por el exgobernador bonaerense Juan Manuel de Rosas contra los indígenas pampas, los ranqueles, los tehuelches y los araucanos ubicados en la Pampa y el norte de la Patagonia y que contó con la colaboración de las provincias de Mendoza, Córdoba, San Juan y San Luis. Durante la segunda gobernación de Rosas (1835-1852) se vivió en una relativa tranquilidad en las fronteras tras los tratados establecidos con los caciques tras la campaña. Sin embargo los malones regresaron en 1853, tras la caída de Rosas.
La ley nacional N.º 28, del 17 de octubre de 1862, dispuso que todos los territorios nacionales existentes fuera de los límites o posesión de las provincias sean nacionales, hasta entonces las provincias de Buenos Aires y de Mendoza, además de Chile, mantenían pretensiones sobre los territorios de la Patagonia Oriental. 
A pesar de los conflictos con los distintos pueblos originarios el 28 de julio de 1865 llegó el primer grupo de colonos galeses al Golfo Nuevo en Chubut, ubicado a cientos de kilómetros al sur de la frontera. Luego se dirigieron al valle inferior del río Chubut, donde el comandante militar de Patagones, Julián Murga, realizó la fundación del pueblo de Rawson. No hubo en el valle del Chubut representación de autoridad nacional hasta 1875. El gobierno nacional envió apoyos y suministros en varias ocasiones para mantener la presencia de la colonia de galeses. 
La ley N° 215 del 13 de agosto de 1867 dispuso que «se ocupará por fuerzas del Ejército de la República la ribera del Río Neuquén, desde su nacimiento en los Andes hasta su confluencia en el Rio Negro en el Océano Atlántico estableciendo la línea en la margen septentrional del expresado río de Cordillera a mar». Esta ley corrió los límites de promoción del control efectivo de la República Argentina hasta los ríos mencionados, dejando fuera del mismo a gran parte de la Patagonia. Además sostenía que «en el caso que todas o algunas de las tribus se resistan al sometimiento pacífico de la autoridad nacional, se organizará contra ellas una expedición general hasta someterlas y arrojarlas al Sud de los ríos Negro y Neuquén».
Durante la presidencia de Domingo F. Sarmiento (1868-1874), se logró consolidar en el río Quinto la frontera por el sur del área controlada por las provincias de Córdoba y San Luis, levantándose los fortínes: Fraga, Romero, Toscas, Villa Mercedes, Retiro, Totoritas, Esquina, Pringles, Tres de Febrero, El Lechuzo, 1° de Línea, Sarmiento y Necochea; al este del río Quinto; mientras que al oeste de ese curso fluvial se erigieron los fortines Achirero, Guerrero y Gainza. El área controlada por la Provincia de Buenos Aires por el sur se logró estabilizar en la línea que unía Lavalle Norte (Ancaló), General Paz, Olavarría (llamado originalmente "Puntas del Arroyo Tapalquén"), Tandil, Lavalle Sur (Sanquilcó) y San Martín.

## Creación

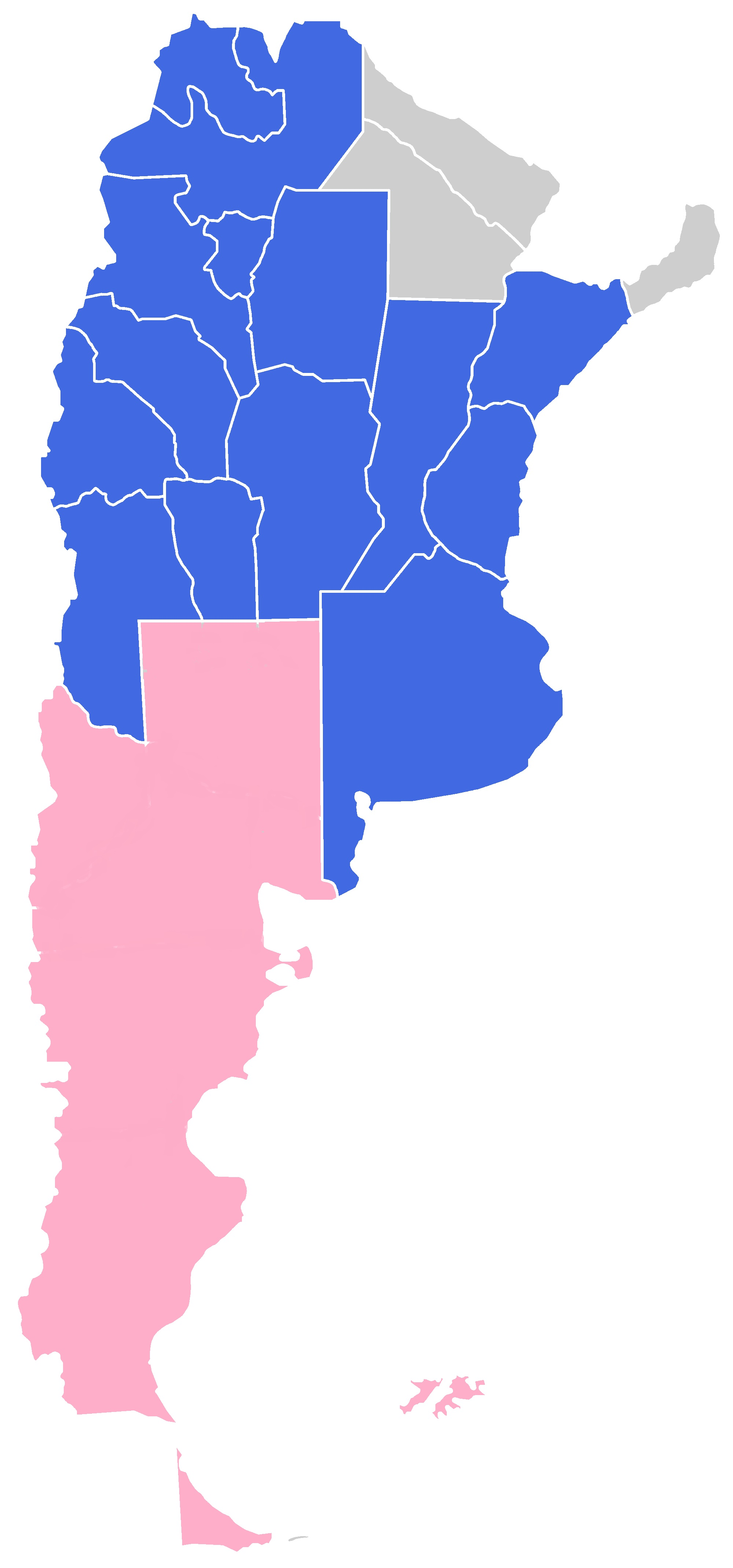
En rosa el territorio de la Gobernación de la Patagonia según los límites establecidos por la ley 947. En azul las Provincias argentinas. En gris otros Territorios Nacionales.

El 4 de octubre de 1878 fue sancionada la ley n.º 947, que destinaba 1 700 000 pesos para el cumplimiento de la ley de 1867 que ordenaba llevar la frontera controlada efectivamente por el Estado argentino hasta los ríos Negro, Neuquén y Agrio. Además, estableció que los límites de las tierras nacionales situadas al exterior de las fronteras de las provincias de Buenos Aires, Santa Fe, Córdoba, San Luis y Mendoza como los siguientes: 

«(...) son establecidos en el río Negro, desde su desembocadura en el Océano Atlántico remontando su corriente hasta encontrar el grado 5º de longitud occidental del meridiano de Buenos Aires, por este hacia el norte, hasta su intersección con el paralelo 35º de latitud sur, por este paralelo hasta el meridiano 10º de longitud occidental de Buenos Aires, por este meridiano hacia el sur hasta la margen izquierda del río Colorado y desde allí remontando la corriente de este río hasta sus nacientes y continuando por el río Barrancas hasta la Cordillera de los Andes».

De esta manera quedó establecido el límite norte de la Patagonia y las provincias de Buenos Aires, Santa Fe, Córdoba, San Luis y Mendoza ampliaron así sus territorios, los que hasta entonces alcanzaban a los ríos Diamante y Quinto y la línea de fortines.
Días después, el 11 de octubre de 1878, fue promulgada la ley n.º 954 que creó la gobernación de la Patagonia.

Art. 1º- El Poder Ejecutivo establecerá una gobernación en el territorio de la Patagonia con el personal de empleados y los sueldos que la ley de presupuesto asigna para la del Chaco.
Art. 2º- Mientras se dicta la ley general para el gobierno de los territorios nacionales el de la Patagonia se regirá por la ley del 11 de octubre de 1872.
Art. 3º- Éste tendrá su asiento en la población de Mercedes de Patagones y dependerá del ministerio de Guerra y Marina en todo lo concerniente a esos Ramos de la Administración.

Se estableció que su territorio se extendía desde el límite norte fijado por la ley n.° 947 hasta el Cabo de Hornos. Su capital fue establecida en Mercedes de Patagones (hoy Viedma). La ley establecía que el gobernador de la Patagonia dependiera del Ministerio de Guerra y Marina. El 21 de octubre fue designado su primer Gobernador, el Coronel Álvaro Barros, y el secretario de la gobernación, Teniente de Infantería de Línea Martín Gras. El 9 de noviembre se hace cargo de la Comisaría Policial de Mercedes de Patagones el Sargento Mayor del Ejército Pedro Diez Arenas. 
A finales de 1878 comenzó la primera ola de avances militares de la Conquista del Desierto para dominar la zona entrefrontera norte y el río Negro, a través de ataques sistemáticos y continuos a los establecimientos de los aborígenes. 
El 26 de enero de 1879 el gobernador Barros se estableció en Mercedes de Patagones y designa a Isaías Crespo como al primer juez de paz de la Patagonia y por decreto a la primera comisión municipal de Mercedes de Patagones, compuesta por los vecinos José Real, Guillermo Iribarne, Alejo García, Jorge Humble, Manuel Cruzado y Nazario Contín. El 2 de febrero el gobernador procedió a la inauguración oficial de la Gobernación. En julio el gobernador Barros dictó el decreto por el cual se denominaba "con el nombre de Viedma a la población de Mercedes de Patagones, asiento de este Gobierno", homenajeando así a su fundador.

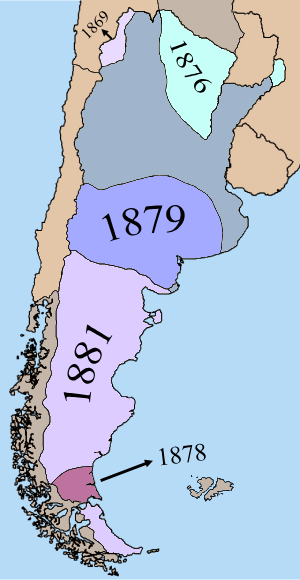
Avance de la frontera Argentina durante la Conquista del Desierto (sur) y Conquista del Chaco (norte).

Barros mandó realizar un censo de población, cuyo resultado fue de 2.716 habitantes para Río Negro, "sin contar la mayor parte de los grupos de indios de la colonia de General Conesa que actualmente se encuentran atacados de viruela".
En 1879, con 6.000 soldados, comenzó la segunda ola de avances, ocupándose la isla de Choele Choel en el río Negro. En 1881 bajo el mando del coronel Conrado Villegas, comenzó la conquista militar de las actuales provincias de Río Negro y del Neuquén, finalizando la campaña en diciembre de 1884, cuando el último grupo con más de 3.000 indígenas, bajo el mando de los caciques Inacayal y Foyel, se rindió en la actual provincia del Chubut.
En 1879 se crean las delegaciones marítimas de Puerto Deseado, Puerto Santa Cruz y de Río Gallegos.
En 1881 se firmó el tratado de límites entre Argentina y Chile que asegura definitivamente la posesión argentina de los territorios de la Patagonia Oriental y la posesión chilena del estrecho de Magallanes y las islas al sur del canal Beagle.
El 12 de junio de 1882, asume el segundo y último gobernador de la Patagonia, el General Lorenzo Vintter.

### Organización
Por la ley n.º 1265 del 24 de octubre de 1882 (promulgada el 3 de noviembre) se dispuso la enajenación de tierras de propiedad de la Nación, y a esos efectos se dividió la Gobernación de la Patagonia en dos sectores separados por los ríos Agrio, Neuquén y Negro, denominados: territorios de la Pampa (o de la Pampa Central) y territorios de la Patagonia, sin que se alterara su gobierno. El primero incluía la actual provincia de La Pampa y sectores hoy pertenecientes a las provincias de Río Negro, Mendoza, San Luis, Córdoba, Neuquén y Buenos Aires. 
Los territorios fueron divididos en lotes cuadrados de la siguiente manera:

1) Se trazarán secciones de un millón de hectáreas (400 leguas de 2.500 hectáreas).
2) Cada sección se dividirá en cuatro fracciones de doscientas cincuenta mil hectáreas (100 leguas de 2.500 hectáreas) y cada una de estas fracciones en veinticinco lotes de diez mil hectáreas (cuatro leguas).
3) Los lotes de diez mil hectáreas tendrán la forma de un cuadrado.

Posteriormente fueron promulgadas las leyes n.º 1370 y 1500 sobre la instalación de colonias en territorios patagónicos y sobre la donación de tierras nacionales a ser distribuidas entre argentinos y extranjeros que deseen poblarlas y cultivarlas. La ley n.º 1552 otorgó títulos de propiedad a los ocupantes de tierras públicas en La Pampa y Patagonia y la n.º 1678 distribuyó tierras entre los jefes, oficiales y tropas de las fuerzas que participaron en la Campaña del Desierto.
Al finalizar la campaña militar, en 1884, el norte de la Patagonia comenzó a utilizarse para la cría de ovinos, pasando a ser una región productora de lana. Los estancieros aprovechando el valor casi nulo de las tierras y su alto rendimiento inicial invadieron los campos con millones de ovejas. Las grandes estancias británicas ocuparon las mejores tierras y exportaban sin intermediarios su producción, ya que controlaban el transporte y la comercialización en el puerto de Buenos Aires.
El 16 de noviembre de 1883, la Santa Sede creó el vicariato apostólico de la Patagonia Septentrional (La Pampa, Río Negro, Neuquén, Chubut y el sur de Buenos Aires) con sede en Viedma y a cargo del padre Juan Cagliero y la prefectura apostólica de la Patagonia Meridional que abarcaba Magallanes, Tierra del Fuego y Malvinas, a cargo de José Fagnano.
El 25 de mayo de 1884, el entonces alférez Augusto Lasserre inauguró el Faro de San Juan de Salvamento y la Subprefectura Marítima en la isla de los Estados y la de Ushuaia el 12 de octubre de ese año.

## Disolución
Por la ley N° 1.532 del 16 de octubre de 1884, se crearon los Territorios Nacionales dividiendo la Gobernación de la Patagonia en los siguientes territorios nacionales: Río Negro, La Pampa, Neuquén, Chubut, Santa Cruz y Tierra del Fuego. De esta manera se puso fin a la unidad administrativa de la Patagonia argentina el 24 de noviembre de 1884 al asumir los nuevos gobernadores.

## Gobernadores
La gobernación de la Patagonia estuvo dirigida por un gobernador electo por el Poder Ejecutivo Nacional. En el lapso de los casi 7 años en los que persistió está gobernación, dos fueron los gobernadores: Álvaro Barros y Lorenzo Vintter.
| Imagen | Gobernador                  | Inicio              | Fin                     |
|        | Álvaro Barros (1827-1892)   | 26 de enero de 1878 | 12 de junio de 1882     |
|        | Lorenzo Vintter (1842-1915) | 12 de junio de 1882 | 24 de noviembre de 1884 |